# Gerald Goesche
Gerald Goesche ISPN (* 22. Dezember 1960 in Brühl) ist ein deutscher römisch-katholischer Priester, Gründer und erster Propst des traditionalistischen Instituts St. Philipp Neri in Berlin-Gesundbrunnen, das die Liturgie in der Form des Missale Romanum von 1962 feiert.

## Leben
Gerald Goesche wuchs in Aachen auf und besuchte dort bis 1980 das Bischöfliche Pius-Gymnasium. Er studierte Theologie in Bonn, Paris und Rom und promovierte an der Päpstlichen Universität Gregoriana in Rom bei Heinrich Pfeiffer über den Jesuiten und Kunsthistoriker Stephan Beissel. Am 20. Dezember 1986 empfing Goesche in der Basilika Sant’Eustachio in Campo Marzio in Rom durch Erzbischof Oskar Saier die Priesterweihe für das Bistum Aachen und war nach seinen Doktoratsstudien zwei Jahre lang Pfarrverweser von Blindenmarkt im österreichischen Bistum St. Pölten. Der Kongregation der Diener Jesu und Mariens verhalf er zum Kauf von Schloss Auhof als Mutterhaus.
Goesche verließ Blindenmarkt wegen Differenzen mit dem Pfarrgemeinderat, der das Kirchenvolks-Begehren unterstützte. Er wandte sich an die nicht mit Rom in voller Vereinigung stehende Priesterbruderschaft St. Pius X. und wirkte sechs Jahre als Priester der St.-Petrus-Kapelle am Mehringdamm in Berlin-Kreuzberg. In dieser Zeit leitete er den Kirchenneubau St. Petrus am Breitenbachplatz. Der Piusbruderschaft gehörte Goesche nicht an, sondern wurde als Diözesanpriester des Bistums Aachen für diese Zeit freigestellt.
2003 gründete er mit zwei Priesteramtskandidaten und zwei Diakonen ein Oratorium zur Pflege der Feier der heiligen Messe nach dem Missale Romanum von 1962. Dieses Institut nach Art eines Oratoriums besteht in voller Gemeinschaft mit Rom. Bei der Errichtung als Gesellschaft des apostolischen Lebens durch die päpstliche Kommission Ecclesia Dei im Mai 2004 bestätigte Dario Kardinal Castrillon Hoyos Goesche als Vorsteher (Propst) des Instituts St. Philipp Neri im Berliner Ortsteil Gesundbrunnen, der sich und sein Institut „auch ein bisschen als katholische Avantgarde“ versteht und erklärte, er sei immer gut gelaunt, wenn Journalisten kämen.
Im April 2020 klagte er beim Verwaltungsgericht Berlin gegen das Verbot, während der COVID-19-Pandemie in Deutschland öffentliche Gottesdienste zu feiern, und forderte die Erlaubnis für Messen bis zu 50 Teilnehmern. Die Deutsche Bischofskonferenz distanzierte sich zunächst von der Klage. Diese wurde am 7. April 2020 abgewiesen, das Oberverwaltungsgericht Berlin-Brandenburg bestätigte am 9. April 2020 das Versammlungsverbot unter Hinweis auf das hohe Risiko weiterer Infektionen durch den Erreger SARS-CoV-2. Am 10. April 2020 bestätigte das Bundesverfassungsgericht allgemein das Versammlungsverbot, der Schutz von Leib und Leben genieße Vorrang vor der Glaubensfreiheit, auch wenn überaus schwerwiegend in diese eingegriffen werde. Am 15. April 2020 jedoch kritisierte der Vorsitzende der Deutschen Bischofskonferenz, Bischof Georg Bätzing, die Aufrechterhaltung des Verbots von öffentlichen Gottesdiensten trotz des gerichtlich festgestellten Grundrechtseingriffs. Während des Verbots öffentlicher Gottesdienste in Berlin spendete Goesche Sakramente im Rahmen nicht öffentlicher „Hausgottesdienste“ unter Einhaltung von Sicherheitsmaßnahmen, darunter die Mundkommunion, bei der er sich die Finger vor jeder Kommunionspendung desinfizierte. Behördliche Kontrollen, die keine Verstöße gegen die SARS-CoV-2-Eindämmungsmaßnahmenverordnung feststellten, wurden aus dem Umfeld Goesches gegenüber der Presse als Folge von „Denunziantentum“ bezeichnet. Goesche erklärte gegenüber der Presse, bei der Feier der heiligen Messe sei ein „Restrisiko“ nicht auszuschließen, das er eingehe.
Am 28. November 2024 trat er aus gesundheitlichen Gründen als Propst zurück. Pater Marco Piranty wurde zu seinem Nachfolger gewählt.

## Veröffentlichung
- Stephan Beissels, S. J. Sicht der christlichen Kunst: die Kunst – Vermittlerin des Glaubens. Verlag Mainz, Aachen  1997. ISBN 3-89653-171-9 (zugleich Dissertation, Gregoriana 1995).